# Мустафа, Иван Корнеевич
Иван Корнеевич Мустафа (1913—1973) — советский бригадир слесарей-монтажников треста «Сибэнергомонтаж». Герой Социалистического Труда (1962).

## Биография
Родился в 1913 году.
Являлся бригадиром слесарей-монтажников треста. 20 сентября 1962 года мужчине было присвоено звание Героя Социалистического Труда за выдающиеся производственные успехи, достигнутые в области сооружения теплоэлектростанций, производства и освоения новых энергетических агрегатов.
Ушёл из жизни в 1973 году. Похоронен в Новосибирске на Заельцовском кладбище. На могиле выбита звезда.

## Звания и награды
- Герой Социалистического Труда (20 сентября 1962).